# Kristi efterföljelse
Kristi efterföljelse betecknar ett sätt att leva där man har Kristus som förebild. Jesus talar ibland om att hans lärjungar måste följa honom och dela hans lidande: 
Sedan sade Jesus till sina lärjungar: Om någon vill gå i mina spår, måste han förneka sig själv och ta sitt kors och följa mig. Ty den som vill rädda sitt liv skall mista det, men den som mister sitt liv för min skull, han skall finna det. (Matt. 16:24).
Sedan talade Jesus till dem och sade: ”Jag är världens ljus. Den som följer mig skall inte vandra i mörkret utan ha livets ljus. (Joh. 8:12)
Särskilt inom klosterrörelsen och pietismen blev detta ett åskådligt ideal. Om Kristi efterföljelse (latin De imitatione Christi) heter en berömd medeltida uppbyggelsebok som (troligen med orätt) tillskrivs Thomas a Kempis. Troligen är det så att han sammanställt ett antal skrifter som med hans namnteckning fick en sammanhållen och slutlig form. Eftersom boken varit en levande sammanställning under ett stort antal år finns en mängd varierande utgåvor. 
Boken sammanställdes troligen under 1400-talet inom rörelsen som kallas devotio moderna. Boken betonar individualismen hos den kristne, dennes möjlighet att finna Kristus genom bland annat ödmjukhet, nattvarden och en intim vänskap med honom.
Boken är en av de mest spridda uppbyggelseböckerna inom kristendomen och finns i hundratals handskrifter (det vill säga innan boktryckartekniken uppfanns).
Till svenska har boken helt eller delvis översatts ett tjugotal gånger, varav den första år 1663. De senaste översättningarna är:
- 2005 av Bengt Ellenberger, Catholica, ISBN 91-86428-39-X (fullständig text).
- 2004 av Anders Piltz, Libris, ISBN 91-7195-717-0 (ett urval av texter samt medeltida illustrationer från British Library)
- 1989 av Kerstin Thomell, Catholica, ISBN 91-86428-14-4
- 1961 av Johan Bergman, Diakonistyrelsen
- 1926 av J Gabrielsson, Wahlström & Widstrand
- 1896 av Edvard Evers, Fröléen & Comp, Stockholm, illustrerad praktupplaga